# Franz Brandl (Polizeipräsident)

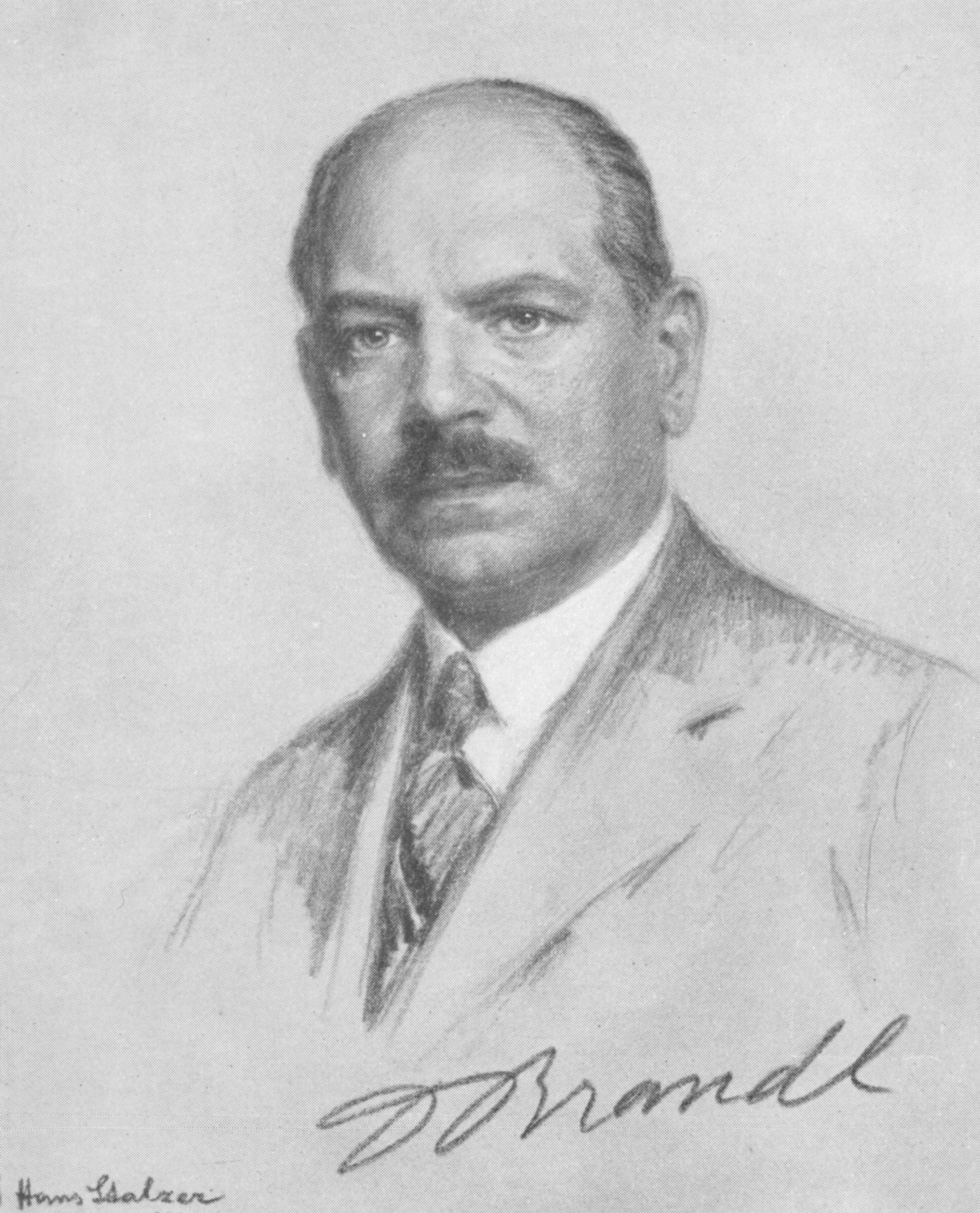
Franz Brandl, Gemälde von Hans Stalzer, 1933

Franz Brandl (* 14. April 1875 in Wien; † 15. März 1953 ebenda) war ein österreichischer Polizeijurist und Schriftsteller im Dienste wechselnder Regimes.

## Dienst in der Monarchie
Der Sohn aus kleinbürgerlicher Beamtenfamilie studierte an der Universität Wien Rechtswissenschaften, absolvierte mit Doktorat und trat 1898 in den k.k. Polizeidienst. Als Aufsichtsorgan bei politischen Versammlungen hatte Brandl Gelegenheit, deren Akteure aus der Nähe kennenzulernen. Später, als Mitarbeiter und ab 1918 Leiter der Staatspolizei, begleitete Brandl hochgestellte Persönlichkeiten wie den Thronfolger Franz Ferdinand auf Reisen.

## Übergang zur Republik
Im Herbst 1918 beschrieb Brandl den Übergang von der Monarchie zum republikanischen Staat Deutschösterreich in einem Tagebuch, das von der historischen Forschung ausgewertet wurde.
Er hielt unter anderem fest:
- 21. Oktober: Wir erhalten Weisung, einigen tschechischen und slowenischen Abgeordneten, die sich bei uns melden würden […], Pässe für die Schweiz auszustellen. […] Heute nachmittags wird die Konstituierung des deutsch-österreichischen Nationalrates erfolgen. Mit Rücksicht auf die allgemeine Lage wurde die ganze Wache in Bereitschaft gestellt […] (gemeint ist die Sicherheitswache, die uniformierte Polizei).
- 28. Oktober: […] Die Stimmung gegen das Kaiserpaar ist auch in Oesterreich die denkbar übelste. […]
- 29. Oktober: […] Massen ziehen über die Ringstraße mit dem Schrei: „Wir wollen die Republik! Nieder mit Habsburg!“
- 30. Oktober: […] In den Straßen klirren einige Fensterscheiben. Die Polizei geht an die Arbeit, reitet Attacken und verhaftet. Bald ist wieder Ruhe. […] Plötzlich sind zweitausend Mann wildester Mob vor der Roßauerkaserne, in der sich der Garnisonsarrest befindet, und stürmen. […] als es der Wache gelingt, die Leute abzudrängen […] Es hat bis nach Mitternacht gedauert, bis die am heutigen Tage völlig ausgepumpte Polizei ohne militärische Hilfe wieder Ordnung in die Straßen gebracht hat.
- 31. Oktober: Auf dem Frachtenbahnhof der Nordbahn wird geplündert. Die Wache geht mit Säbel und Revolver vor […] Die Wache hat schweren Stand; sie ist numerisch zu schwach und zersplittert sich; denn die halbe Stadt ist auf den Beinen, und bald da, bald dort kommt es zu Ausschreitungen […]
- 1. November: Die Sicherheitswache arbeitet schwer, weil sie noch die Abzeichen des alten Staates trägt […] […] erschienen drei Mitglieder des Staatsrates […] und nahmen […] Schober […] für den Staatsrat in Eid und Pflicht.

## Von der Republik zum Ständestaat
Lange Zeit wirkte Brandl als „rechte Hand“ von Polizeipräsident Johann Schober. Nach dessen Tod war Brandl knappe sechs Monate, vom Oktober 1932 bis zum 16. März 1933, selbst Wiener Polizeipräsident und wurde dann zwangspensioniert, weil er den diktatorischen Ambitionen von Bundeskanzler Engelbert Dollfuß gegenüber nicht willfährig genug war und sich nicht eindeutig auf dessen Seite schlug (als Präsident der Interpol war Brandl bis 1934 im Amt).
Dollfuß, der ab 5. März 1933 den Weg zum  Ständestaat beschritt, nahm Brandl speziell zwei Vorgänge am 15. März 1933 übel:
- Brandl teilte eine  Heimwehrversammlung  in der ehemaligen Böhmischen Hofkanzlei am Judenplatz in Wien dem sozialdemokratischen  Bürgermeister Karl Seitz mit und entsandte Einsatzwagen, um die versammelten Heimwehrleute bei Bedarf in Schach zu halten[4]. Die Heimwehr sollte  allenfalls Dollfuß’ juristischen Staatsstreich absichern.
- Bei der von Dollfuß am 15. März 1933 angeordneten Abriegelung und allfälligen Räumung des Parlaments zur Verhinderung einer Nationalratssitzung (siehe „Selbstausschaltung des Parlaments“) folgte Brandl dem Leiter des Polizeieinsatzes  den  schriftlichen Befehl aus, den er selbst von Dollfuß verlangt hatte. Der Polizeibeamte gab dieses Schriftstück an den (großdeutschen) Präsidenten Sepp Straffner weiter, der die verhinderte Sitzung hatte leiten wollen.  Straffner diente dieses Beweisstück dazu, gegen Dollfuß  Strafanzeige zu erstatten.[5]

Der deutschnationale, aber nur mäßig antisemitisch gesinnte Brandl trat zum 28. März 1933 ostentativ der österreichischen NSDAP bei (Mitgliedsnummer 1.533.242) und wurde daraufhin von deren Gauleiter, dem Wiener Gemeinderat Alfred Frauenfeld, demonstrativ in Parteiuniform in seiner Dienstwohnung besucht. Ab Mitte der 1930er-Jahre war Brandl prominenter „Illegaler“ (d. h. Mitglied der damals in Österreich verbotenen NSDAP); 1938 machte ihn das NS-Regime zum Präsidenten der DDSG.
1945 wurde er wegen Hochverrats zu zwei Jahren schweren Kerkers verurteilt. Er wurde am Wiener Zentralfriedhof bestattet.

## Schriftsteller, Werke
Brandl war nicht ohne schriftstellerisches Talent: Seine 1936 veröffentlichten Memoiren Kaiser, Politiker und Menschen enthalten prägnante und zum Teil eigenwillig gezeichnete Porträts von Persönlichkeiten wie Karl Lueger, Victor Adler, Franz Schuhmeier und Georg von Schönerer. Im Alter veröffentlichte Brandl hauptsächlich Romane und erhielt 1952 (gemeinsam mit Heinrich Klier) einen Romanpreis der Buchgemeinschaft Donauland.
- Kaiser, Politiker und Menschen. Erinnerungen eines Wiener Polizeipräsidenten. Johannes Günther, Leipzig / Wien 1936. Wurde nach Ende des Zweiten Weltkrieges in der Sowjetischen Besatzungszone auf die Liste der auszusondernden Literatur gesetzt.[10]
- Staatsprozesse. Zwei Jahrtausende Gericht im Dienste der Macht. Günther,  Leipzig / Wien 1936
- Wiener Symphonie. Komponiert von einem Kriminalisten. Kühne,  Mauer bei Wien 1937
- Ein Reich zerbricht. Roman einer Familie aus den letzten Jahrzehnten der Donaumonarchie. Kremayr & Scheriau, Wien 1952
- Die Villa des Tiberius. Roman. Kremayr & Scheriau, Wien 1953
- Tiberius auf Capri. Roman. Kremayr & Scheriau, Wien 1955
- Das gebrochene Wort. Historischer Roman. Buchgemeinschaft Donauland, Wien 1956